# Д-3 «Червоногвардієць»
| Підводний човен типу «Декабрист» (I серія)Д-3 | Підводний човен типу «Декабрист» (I серія)Д-3                                     | Підводний човен типу «Декабрист» (I серія)Д-3                                     |
| --------------------------------------------- | --------------------------------------------------------------------------------- | --------------------------------------------------------------------------------- |
|                                               |                                                                                   |                                                                                   |
|                                               |                                                                                   |                                                                                   |
|                                               |                                                                                   |                                                                                   |
| Під прапором                                  | СРСР                                                                              | СРСР                                                                              |
| Спуск на воду                                 | 12 липня 1929                                                                     | 12 липня 1929                                                                     |
| Виведений зі складу флоту                     | 8 серпня 1942                                                                     | 8 серпня 1942                                                                     |
| Проєкт                                        |                                                                                   |                                                                                   |
| Тип ПЧ                                        | Великий торпедний підводний човен                                                 | Великий торпедний підводний човен                                                 |
| Розробник проєкту                             | Техбюро № 4 Балтійського заводу, Ленінград                                        | Техбюро № 4 Балтійського заводу, Ленінград                                        |
| Головний конструктор                          | Б. М. Малінін                                                                     | Б. М. Малінін                                                                     |
| Основні характеристики                        |                                                                                   |                                                                                   |
| Швидкість (надводна)                          | 15,3 вузлів                                                                       | 15,3 вузлів                                                                       |
| Швидкість (підводна)                          | 8,9 вузлів (економічна 2,9 вуз.)                                                  | 8,9 вузлів (економічна 2,9 вуз.)                                                  |
| Робоча глибина занурення                      | 75 м                                                                              | 75 м                                                                              |
| Гранична глибина занурення                    | 90 м                                                                              | 90 м                                                                              |
| Автономність плавання                         | 47 діб                                                                            | 47 діб                                                                            |
| Екіпаж                                        | 53 особи                                                                          | 53 особи                                                                          |
| Розміри                                       |                                                                                   |                                                                                   |
| Довжина найбільша (по КВЛ)                    | 76 м                                                                              | 76 м                                                                              |
| Ширина корпусу найб.                          | 6,5 м                                                                             | 6,5 м                                                                             |
| Середня осадка (по КВЛ)                       | 3,8 м                                                                             | 3,8 м                                                                             |
| Водотоннажність надводна                      | 933 т                                                                             | 933 т                                                                             |
| Озброєння                                     |                                                                                   |                                                                                   |
| Артилерія                                     | 1 × 102-мм і 1 × 45-мм гармати                                                    | 1 × 102-мм і 1 × 45-мм гармати                                                    |
| Торпедно- мінне озброєння                     | носові: 6 ТА калібру 533-мм (12 торпед), кормові: 2 ТА калібру 533-мм (2 торпеди) | носові: 6 ТА калібру 533-мм (12 торпед), кормові: 2 ТА калібру 533-мм (2 торпеди) |

Д-3 «Червоногвардієць» (I серія, Д-3) — радянський підводний човен, один з перших, що були побудовані по радянському проєкту.

## Історія
Закладений 5 березня 1927 року. Спущений на воду 12 липня 1929 року. Вступив до строю 1 жовтня 1931 року. З 26 липня по 21 вересня здійснив перехід із Ленінграду до Мурманська по Біломорсько-Балтійському каналу. У вересні 1935 року провів триденний похід до Нової Землі в надзвичайно важких метеоумовах. 13 липня 1936 року через неуважність під час занурення не була закрита одна з шахт вентиляції і в човен стала поступати вода. Аварійна продувка цистерн головного баласту врятувала човен від затоплення. У липні-серпні 1936 року провів 28-добовий похід по Білому морю, після якого відправився до Архангельська на ремонт. З 14 серпня по 26 вересня 1936 року здійснив Арктичний похід пройшовши 3673 милі. Наступного року човен пройшов 8299 миль. з них 929 миль у підводному положенні. У жовтні 1937 року човен помітив групу траулерів, що належали Великій Британії та Норвегії. Коли він їх обпливав, то потрапив у протичовнову сітку, що не була зазначена на карті. Після декількох спроб човен виплутався і повернувся на базу. Як виявилось, він потрапив у сіткове загородження, що поставлено в 1916 році під час Першої світової війни. 5 лютого 1938 року човен відправився в Кольську протоку для вивчення магнітної девіації. Наступного дня була відправлення на рятувальну операцію по зняттю полярної станції СП-1. Вийшовши в Гренландське море, став першим підводним човном. що вийшов у Західну півкулю, зайнявши позицію біля о. Ян-Маєн. 13 лютого вперше пройшов під арктичним льодом. За час операції пройшов 2410 миль.
З жовтня 1938 по квітень 1940 року проходив капітальний ремонт і модернізацію. 14 листопада брав участь у пошуках зниклого підводного човна Д-1 «Декабрист». 23 червня 1941 року вийшов у свій перший бойовий похід, що тривав до 4 липня. За весь час походу атак не проводив, однак мав дві зустрічі з підводними човнами противника, від бою з якими ухилився. 17 липня вийшов у другий похід, що тривав до 28 липня 1941 року. Похід був неуспішним. До серпня перебував на ремонті. 12 серпня в результаті авіанальоту вогнем 45 мм гармати збив за радянськими даними бомбардувальник Fw-200, однак за даними противника у бою німецька авіація втратила лише один Me-110. 16 серпня 1941 човен вийшов у свій третій похід. 19 серпня в районі Перс-фіорда атакував конвой з 2 транспортів і 3 сторожовиків. Однак торпеда пройшла мимо. 7 вересня човен повернувся назад на базу.
22 вересня 1941 року вийшов у новий похід 26 вересня. У Конгс-фьорді атакував норвезький транспорт у 1500 реєстрових тонн і за радянськими даними потопив його. 27 вересня був не успішно атакований ще один норвезький транспорт. 30 вересня атакував ще два транспорти і знову невдало. 11 жовтня провів невдалу атаку німецького конвою. 13 жовтня 1941 року в Тана-фіорді потрапив у сіткове загородження, але успішно зміг з нього вийти. 17 жовтня підводний човен повернувся на базу.
22 листопада 1941 вийшов у новий бойовий похід. 28 листопада безуспішно у Порсарген-фіорді атакував німецький конвой. 5 грудня знову невдало атакував конвой противника. 6 грудня 1941 року провів ще одну атаку на конвой противника. 15 грудня 1941 року повернувся на базу, було заявлено про знищення 3 транспортів противника, однак це не зафіксовано документально.
17 січня 1942 року за «Показове виконання бойових задач командування на фронті боротьби з німецькими загарбниками та проявлену при цьому мужність та героїзм» човен нагороджений Орденом Червоного Прапора. 20 лютого 1942 року вийшов у новий похід. Під час походу 2 березня у Тана-фіорді через неправильні показники ехолота сильно ударився в кам'яний ґрунт. 8 березня виконував роль прикриття конвою PQ-12. 14 березня 1942 року атакував німецький конвой, торпеда пройшла за кормою німецького мінного тральщика М 1504, німецький гідролітак скинув три 50 кг бомби. Човен переслідували 2 години і на нього скинули 34 глибинні бомби. Човен отримав пошкодження і поплив на базу. 16 березня у мису Вієв декілька разів ударився об каміння, отримавши нові ушкодження. 16 березня 1942 року повернувся на базу.
3 квітня 1942 року отримав статус «Гвардійського підводного човна». 2 травня 1942 року вийшов у новий похід і східніше мису Харбрахен атакував конвой невдало. 11 травня буа атакований німецькими літаками, які скинули на нього 26 глибинних бомб. 16 травня знову атакований літаками, які скинули на човен 23 глибинні бомби. 17 травня 1942 року атакував конвой, торпеди пройшли мимо, човен сторожовики переслідували 2.5 години, але глибинних бомб не скидали. 18 травня човен повернувся на базу в Полярне. 10 червня 1942 року вийшов у похід, і в день повернення 30 червня не повернувся, а 9 липня вичерпався строк автономності плавання човна. Причина загибелі судна скоріш за все підрив на міні загородження. Загинули всі 53 члени екіпажу. 8 серпня 1942 року виключена зі списків флоту.